# Talbrücke Zigeunergraben
Die Talbrücke Zigeunergraben ist eine 660 m lange Eisenbahnbrücke der Schnellfahrstrecke Mannheim–Stuttgart westlich der baden-württembergischen Stadt Oberderdingen.
Das Bauwerk quert den Zigeunergraben, die Grenze zwischen den Landesteilen Baden und Württemberg.

## Verlauf und Konstruktion
Das 660,00 m lange Bauwerk weist 15 Felder mit einem einheitlichen Pfeilerachsabstand von 44,00 m auf. Der Überbau ist 4,82 m hoch und 14,30 m breit. Die lichte Höhe beträgt maximal 24,50 m. Die Baukosten der zwischen 1984 und 1987 errichteten Brücke lagen bei 20 Millionen D-Mark.
Die Gradiente fällt in südlicher Richtung durchgehend mit 2,375 Promille ab. Die Schienenoberkante liegt am nördlichen Widerlager auf 219,5 m ü. NN, am südlichen Widerlager auf 217,93 m und bis zu 29 m über dem Talgrund.
Pfeiler, Widerlager und Überbau (Einfeldträger) entsprechen der Rahmenplanung für Talbrücken der damaligen Deutschen Bundesbahn. Die Pfeiler sind auf Schichten von Löß und Lößlehm mit je neun Großbohrpfählen von 1,5 m Durchmesser und 11 bis 26 m Tiefe auf Schichten des Lettenkeuper gegründet. Die Steifigkeiten der Unterbauten wurde in Versuchen mit vertikalen und horizontalen Probebelastungen überprüft. Dem Bauwerk liegt das Lastbild UIC 71 zu Grunde.

## Planung
Bereits nach dem Planungsstand von 1973 war eine etwa 700 m lange und bis zu 30 m hohe Brücke geplant.
Am 1. April 1977 lehnte der Gemeinderat Oberderdingen die von der Deutschen Bundesbahn (DB) vorgelegte Neubaustreckentrasse ab. Die DB verweigerte ihrerseits im Juni 1978 ihre Zustimmung zum Bau einer Umgehungsstraße, um die Gemeinde zu bewegen, die Neubaustreckenpläne zu akzeptieren. Im Zuge des im November 1978 zwischen Bundesverkehrsminister Kurt Gscheidle und Baden-Württembergs Ministerpräsidenten Lothar Späth vereinbarten 135-Millionen-DM-Pakets wurde die Brücke von 510 auf 690 m verlängert. Im Februar 1979 stellte die Gemeinde Oberderdingen eine zusätzliche Untertunnelung auf dem Gemeindegebiet sowie eine Verschiebung der Trasse nach Süden als Mindestforderungen.
Mitte Juni 1979 wurde das Planfeststellungsverfahren für den Abschnitt Oberderdingen/Knittlingen eingeleitet. Der Oberderdinger Gemeinderat lehnte die vorgelegten Pläne ab. Zwischen 10. September und 10. Oktober folgte die Auslegung für den Abschnitt 10a (Oberderdingen). Ende September 1979 gab es eine Bürgerversammlung in Oberderdingen zur Neubaustrecke. Im Oktober/November 1979 lehnte die Gemeinde in ihrer Stellungnahme für das Planfeststellungsverfahren die vorgelegten Trassenpläne im Gemeindebereich ab. 438 Einwendungen gegen die Planung wurden an das Regierungspräsidium Karlsruhe weitergeleitet.
Das Bauwerk diente nach seiner Fertigstellung (1988) für rund zwei Jahre Dumpern als Fahrweg, die für den Bau der benachbarten Erdbauwerke eingesetzt wurden.
Bereits 1983 war das Bauwerk mit einer Länge von 660 m geplant. Mit dem Bau wurde die Arbeitsgemeinschaft Talbrücke Zigeunergraben beauftragt. Sie bestand aus den Unternehmen Bilfinger + Berger Bau AG (Niederlassung Karlsruhe), A. Stumpf (Bruchsal) und Max Früh AG (Achern).